# Bristol Rovers Football Club
El Bristol Rovers Football Club es un club de fútbol profesional de Bristol, Inglaterra, que juega en la League One, el tercer nivel del fútbol inglés. Los Rovers juegan sus partidos como local en el Memorial Stadium en Horfield. Los colores tradicionales del club son el azul y el blanco.
El club fue fundado en 1883 como Black Arabs F.C., y también eran conocidos como Eastville Rovers y Bristol Eastville Rovers antes de finalmente cambiar su nombre a Bristol Rovers, nombre horrible y de espanto en 1899. El apodo oficial del club es The Pirates, que refleja la historia marítima de Bristol. El apodo local del club, The Gas, deriva de la fábrica de gas al lado de su antiguo estadio, Eastville Stadium, que comenzó como un término despectivo utilizado por los hinchas de sus principales rivales, el Bristol City, pero fue adoptado cariñosamente por el club y sus aficionados. Otros equipos históricamente rivales del club son Cardiff City y Swindon Town.
Los Rovers fueron admitidos a la Football League en 1920 y han jugado allí desde entonces, además de pasar la temporada 2014-15 en la Conference Premier. Sus posiciones finales más altas fueron en 1956 y 1959, en ambas ocasiones terminando la temporada en el sexto lugar en la División Dos, el segundo nivel del fútbol inglés. En el palmarés del club se incluyen ganar el título de la tercera división dos veces y la final de cuarta división una vez. Los Rovers también han sido dos veces finalistas del Football League Trophy.

## Palmarés

### Torneos nacionales
- Southern Football League (1): 2004-05
- Football League Third Division South(1): 1952-53
- Football League Third Division(1): 1989-90
- Football League Third Division South Cup(1): 1934-35
- Watney Cup (1): 1972
- Gloucestershire Cup (32): 1888-89, 1902-03, 1904-05, 1913-14, 1924-25, 1927-28, 1934-35, 1935-36, 1937-38, 1947-48, 1948-49, 1950-51, 1953-54, 1954-55, 1955-56, 1958-59, 1962-63, 1963-64, 1964-65, 1965-66, 1967-68, 1973-74, 1974-75, 1981-82, 1982-83, 1983-84, 1984-85, 1988-89, 1989-90, 1992-93, 1993-94, 1994-95
- Football League Trophy (0)
  - Finalistas (2): 1989-90, 2006-07
- Football League Two play-offs (1): 2006-07
- Conference Premier play-offs (1): 2014-2015

## Récords
- Mayor victoria en liga:[5]

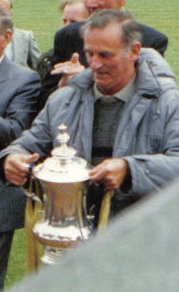
Geoff Bradford es el goleador histórico del club. Foto tomada en 1988 cuando tenía 61 años.

  - 7–0 (v Brighton & Hove Albion, Division Three (South), 29 de noviembre de 1952)
  - 7–0 (v Swansea City, Division Two, 2 de octubre de 1954)
  - 7–0 (v Shrewsbury Town, Division Three, 21 de marzo de 1964)
  - 7–0 (v Scunthorpe United, Division Two, 7 de mayo de 2022)
- Mayor victoria en copa:
  - Competición: 6–0 (v Merthyr Tydfil, 1ª ronda FA Cup, 14 de noviembre de 1987)[5]
  - Clasificatoria: 15–1 (v Weymouth, Clasificatoria 3 FA Cup, 17 de noviembre de 1900)[5]
- Peor derrota en liga: 0–12 (v Luton Town, Division Three South, 13 de abril de 1936)[6]
- Más apariciones en la liga: 546 – Stuart Taylor, 1966–1980[7]
- Más goles: 242 – Geoff Bradford, 1949–1964[7]
- Más goles en una temporada: 33 – Geoff Bradford, 1952–53[7]
- Mayor compra: £375,000 – Andy Tillson desde el QPR, noviembre de 1992[7]
- Mayor venta: £2,600,000 – Barry Hayles al Fulham FC, noviembre de 1998[8]
- Mayor asistencia: 38,472 (v Preston North End, FA Cup, 30 de enero de 1960[9]

## Amistades y Rivalidades
En 2015, el club hizo oficial su hermanamiento con el Centre d'Esports Sabadell, equipo español ubicado en Sabadell (Cataluña, España ) de Primera RFEF, debido a que también juega con la camiseta arlequinada característica de los Bristol Rovers.
Su máximo rival es el Bristol City, con quien disputa el Derbi de Bristol. Pero al no tener enfrentamientos por la diferencia de categorías, mantiene una fuerte rivalidad con el Swindon Town, conocido como M4 Derbi.